# ساكس (أليكانتي)

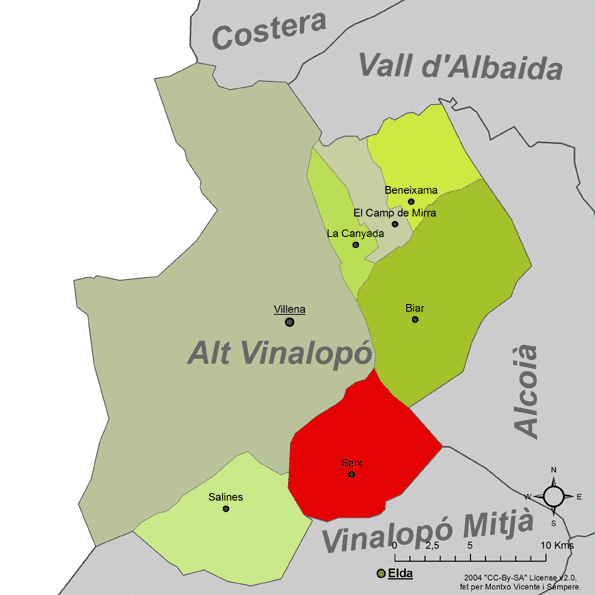
موقع بلدية ساكس

بلدية ساكس، في أوقات الأندلس شاغش، (بالإسبانية: Sax)‏، هي بلدية تقع في مقاطعة اليكانتي. جنوب شرق إسبانيا. يبلغ عدد سكانها 9.577 نسمة.

## وصلات خارجية
- (بالإسبانية)